# Ludovic de Bar
Ludovic de Bar (în limba franceză: Louis) (d. 1103) a fost fiu al contelui Teodoric al II-lea de Bar.
A fost trimis de tatăl său pentru a participa la Prima cruciadă, petrecând câțiva ani în Țara Sfântă, de unde a revenit în anul 1102 și a fost asasinat în 1103.